# Ferrari Virtual Academy
Ferrari Virtual Academy (o FVA) es un videojuego simulador de carreras para Microsoft Windows desarrollado por Kunos Simulazioni y lanzado en septiembre de 2010. La simulación permite al jugador conducir un Ferrari contra el reloj en una pista de carreras. No hay otros vehículos contra los que competir en tiempo real.
En enero de 2015, los servidores (necesarios incluso para juegos de un solo jugador) estuvieron inactivos durante algún tiempo, y Ferrari finalizó su soporte para el juego. A partir de febrero de 2015, se puede usar la simulación, sin embargo, ya no se puede comprar.

## Jugabilidad
El juego ofrece dos modos: Entrenamientos libres en los que se permiten ayudas para la conducción, como control de tracción, frenado asistido, línea de conducción visible y transmisión automática, y el jugador puede decidir cuánto combustible debe estar en el automóvil; y el modo Hot Lap en el que no se permiten ayudas para conducir, la cantidad de combustible se fija y se restablece cada vuelta. Los tiempos establecidos en el modo Hot Lap se ingresan en una tabla de clasificación en línea.

## Contenido
El lanzamiento inicial ofrecía solo la pista de prueba de Fiorano y el Ferrari F10 de Fórmula 1. La compra de la actualización Adrenaline Pack lanzada en noviembre de 2011 agregó los circuitos de carrera Mugello y Nürburgring, así como el auto Ferrari 150º Italia Fórmula 1 de la temporada 2011 y el auto deportivo Ferrari 458.